# Hemerodromia lomri
Hemerodromia lomri är en tvåvingeart som beskrevs av Smith 1965. Hemerodromia lomri ingår i släktet Hemerodromia och familjen dansflugor.
Artens utbredningsområde är Nepal. Inga underarter finns listade i Catalogue of Life.